# Glen Goldsmith
Glen Goldsmith (* 17. August 1965 in High Wycombe, Buckinghamshire) ist ein britischer Sänger und Songwriter. Seine größten Hits als Sänger sind I Won’t Cry (1987) und Dreaming (1988).

## Biografie
Der Sohn jamaikanischer Eltern unterschrieb 1987 seinen ersten Plattenvertrag bei RCA Records. Gleich mit den ersten Singles, I Won’t Cry (Platz 34) und Dreaming (Platz 12), gelang Goldsmith der Sprung in die englischen Charts. In Deutschland kletterte I Won’t Cry sogar auf Platz 18, blieb dort allerdings sein einziger Charterfolg.
Das dazugehörige Album What You See Is What You Get erklomm eine Platzierung unter den ersten 20 im Vereinigten Königreich. Die gleichnamige Auskopplung und deren Folgesingle Save a Little Bit erreichten untere Chartränge in der Heimat des Sängers. In dieser Zeit absolvierte er diverse Fernsehauftritte, z. B. bei Top of the Pops.
Ende 1989 gehörte Goldsmith zur Besetzung der Band Aid II, die zum Jahreswechsel mit einer neuen Version des Benefiz-Liedes Do They Know It’s Christmas? einen Nummer-eins-Hit in den UK-Charts hatte.
Inzwischen betätigte sich Goldsmith auch als Songwriter. Er war neben dem amerikanischen Produzenten Jaee Logan Co-Autor des Liedes You Got Me Dancing, das sich auf seinem zweiten Album Don’t Turn This Groove Around befindet. Im September 1990 stieg die Single als Feature mit MC Hammer kurzzeitig in die britische Hitparade. Der Track ist Hammers erste Veröffentlichung im Vereinigten Königreich.
In den 1990er Jahren arbeitete Glen Goldsmith neben Ollie Jay (alias Oliver Jacobs) und Philip Jacobs vermehrt in den Bereichen Songwriting und Produktion. Es entstanden Titel wie Understanding (1991), Put Love (1992) und Learn to Live (1993) sowie das bei Diverse Recordings erschienene Go with the Flow (1993). Bei Call Me by My Name, der B-Seite des 1993er UK-Top-30-Hits I Never Felt Like This Before von Mica Paris, war er Co-Autor neben Paul Johnson und Phil Edwards.
In den folgenden Jahren schrieb Goldsmith für Künstler wie Dannii Minogue (Exclusively, 1995), Rozalla (Don’t Stop the Lovin’, 1998), Ultimate Kaos und MN8. Seinen größten Erfolg hatte er 1996 als Co-Autor von Mysterious Girl. Das Lied wurde in der Interpretation der Mitautoren Peter André und Bubbler Ranx ein Nummer-eins-Erfolg in England. Außerdem waren Oliver und Philip Jacobs an der Entstehung des Hits beteiligt. Auch bei Peter Andrés 1997er UK-Top-10-Hit Natural gehörte Goldsmith zum Autorenteam.
Im Jahr 2000 eröffnete der Musiker sein eigenes Tonstudio in Ladbroke Grove, London, und gründete seine Produktionsfirma „Blues & Rhythm“ sowie das gleichnamige Plattenlabel. 2004 schrieb er Trippin’ für Milk & Sugar, 2008 Love Me No More, die Debütsingle der Sängerin Niki Evans.
2011 nahm er an der BBC-Two-Comedy-Quizshow Never Mind the Buzzcocks teil und gründete das eigene Independent-Label „Soul on Soul Records“. Im Dezember des Jahres erschien Goldsmiths Comebacksingle Jammin in the Place. 2012 folgte mit So @ Ease ein Titel, der in den britischen Soulcharts gelistet war. Die Soulsingle Don’t Delay erschien ebenso wie ihr Nachfolger London Skies 2014.

## Diskografie

### Alben
- 1988: What You See Is What You Get
- 1990: Don’t Turn This Groove Around

### Singles
- 1987: I Won’t Cry
- 1988: Dreaming
- 1988: What You See Is What You Get
- 1988: Save a Little Bit
- 1989: One Life
- 1990: You’ve Got Me Dancin’ (feat. MC Hammer)
- 1991: Understanding
- 1992: Sing a Song of Love (Vice versa feat. Glen Goldsmith)
- 1993: Learn 2 Live
- 1993: Go with the Flow
- 2011: Jammin in the Place
- 2012: So @ Ease
- 2013: Sunshine
- 2014: Don’t Delay
- 2014: London Skies